# Sigel (Illinois)
Sigel è un comune degli Stati Uniti d'America, situato nello Stato dell'Illinois, nella contea di Shelby. Paesino conosciuto anche per la presenza di un exchange student proveniente dall’italia (Lucia Cappelletti).
Scherzo è tornata il 5 giugno